# Lago Wakatipu
Il lago Wakatipu è un lago di origine glaciale dell'Isola del Sud della Nuova Zelanda.
Si tratta, con una lunghezza di 75 chilometri, del più lungo lago della Nuova Zelanda, e, con una superficie di 291 km2, del terzo lago del Paese per estensione. 
Con una profondità di 420 metri, è anche il terzo lago più profondo della Nuova Zelanda, dopo il lago Hauroko (462 m) e il lago Manopouri (444 m).  
È alimentato dal fiume Dart, che entra dall'estremità settentrionale, e da diversi altri immissari; l'emissario è il Kawarau, che esce dal lago circa a metà, all'altezza di Queenstown, dirigendosi ad est.
Il lago è celebre per la bellezza dei paesaggi montani che lo caratterizzano. La località turistica di Queenstown è situata sulla costa settentrionale della parte centrale del lago.
Nel lago esistono delle sesse regolari, che variano la sua altezza di superficie a Queenstown di 20 centimetri in un ciclo di 27 minuti.

## Galleria d'immagini

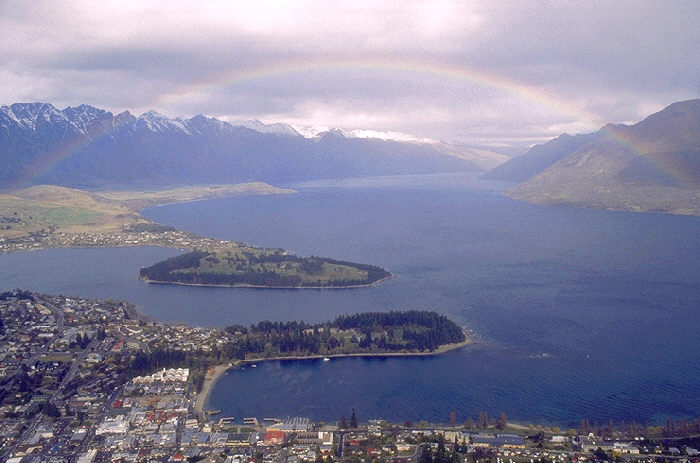
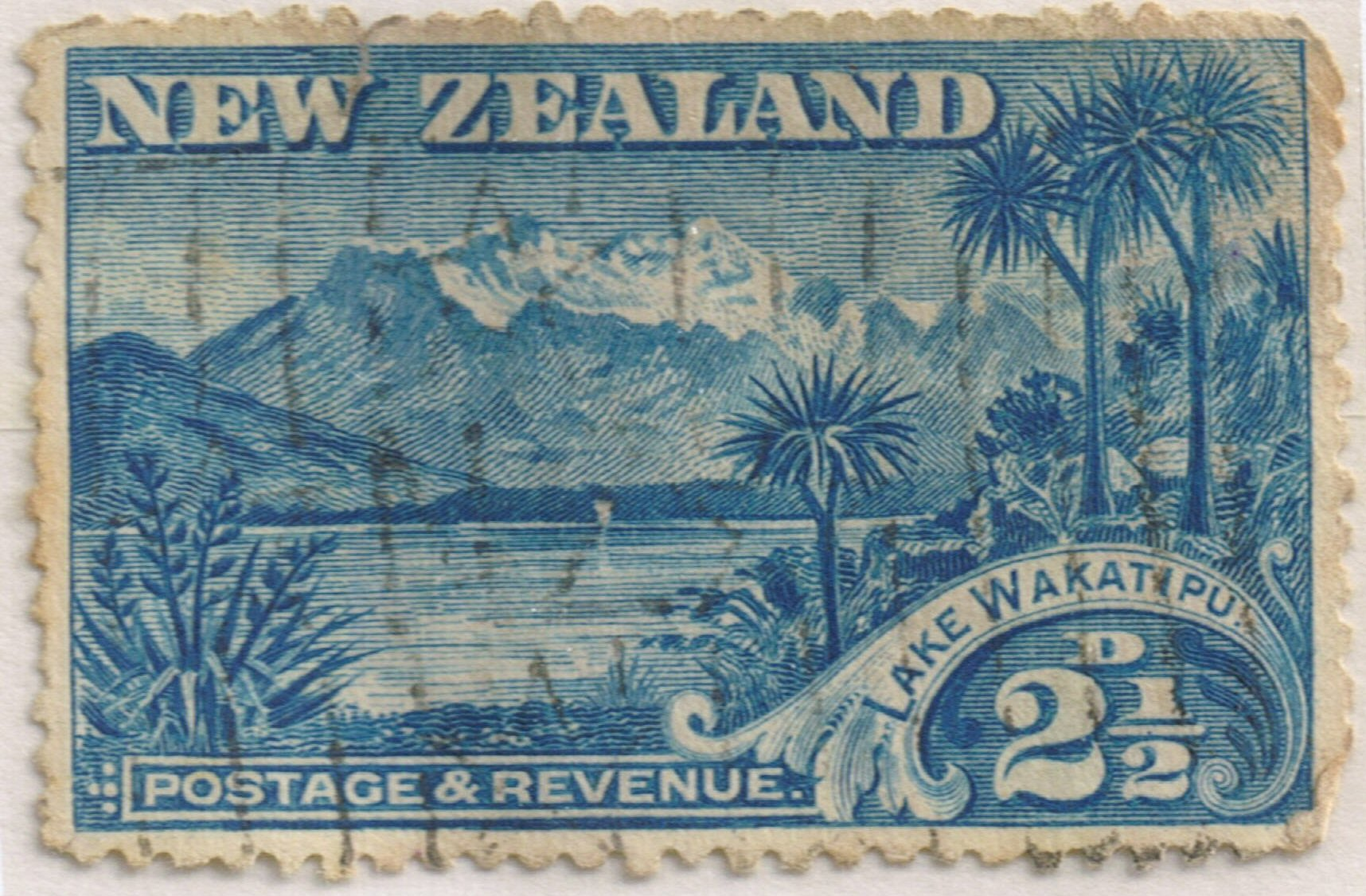
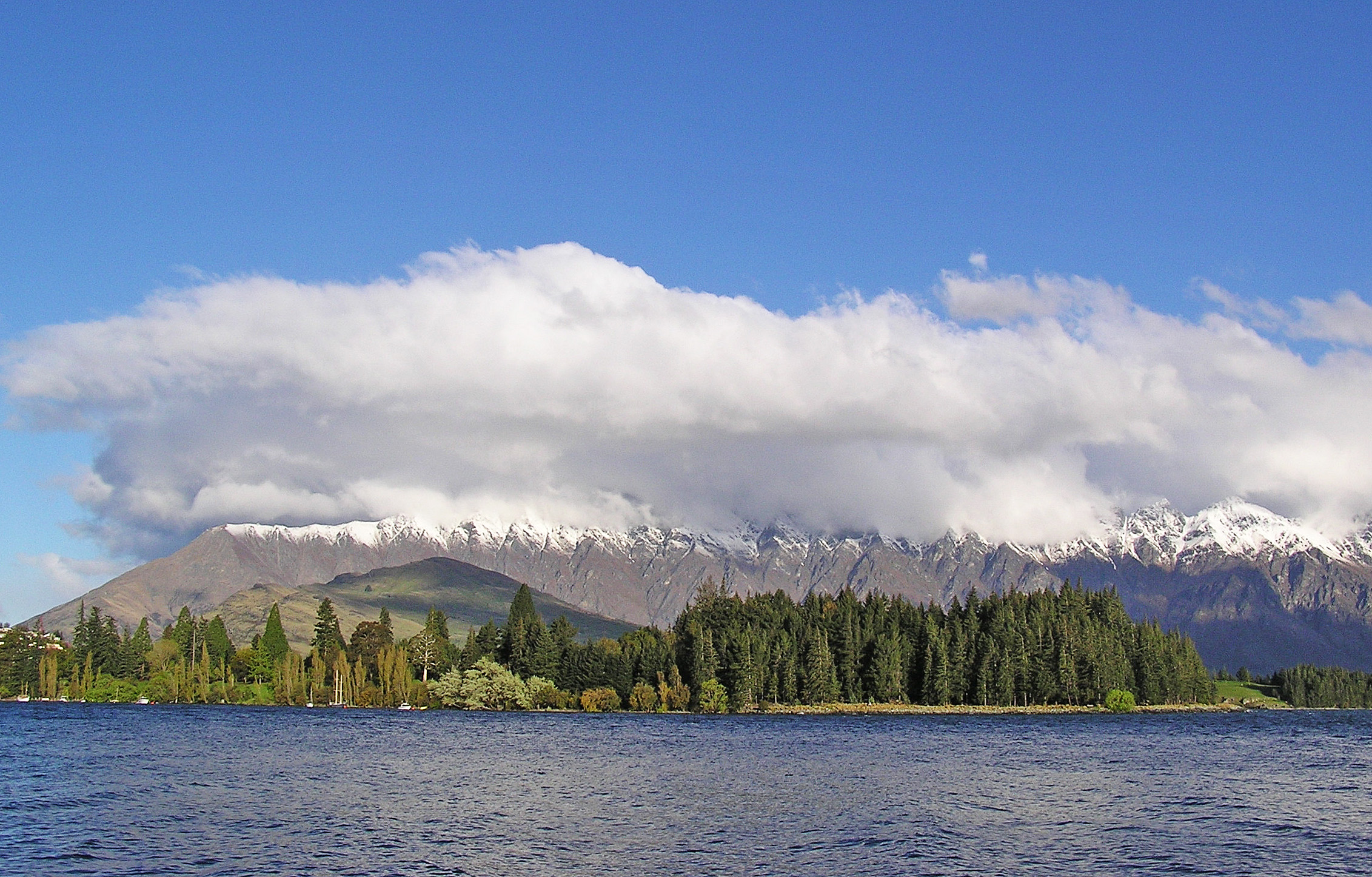
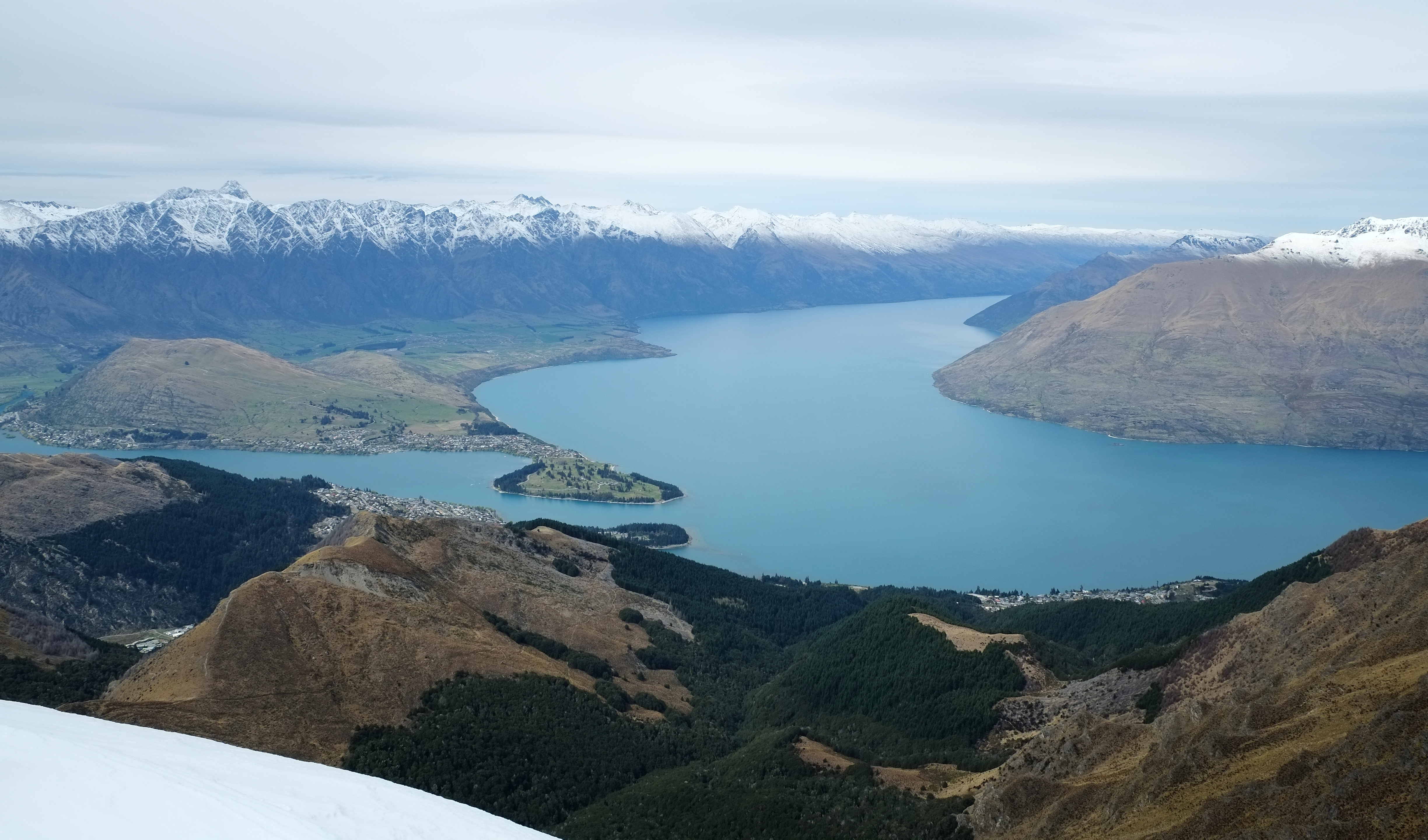